# Gökdepe
Gökdepe es una localidad de Turkmenistán, en la provincia de Ahal.
Se encuentra a una altitud de 211 m sobre el nivel del mar. 

## Demografía
Según estimación 2010 contaba con una población de 21465 habitantes.